# كيفن مور (لاعب كرة قدم بريطاني)
كيفن مور (بالإنجليزية: Kevin Moore)‏ (29 أبريل 1958 في المملكة المتحدة - 29 أبريل 2013 في المملكة المتحدة) هو لاعب كرة قدم بريطاني في مركز الدفاع. لعب مع أولدهام أثلتيك وغريمسبي تاون ونادي بريستول روفيرز ونادي ساوثهامبتون ونادي فولهام.

## وصلات خارجية
- كيفن مور (لاعب كرة قدم بريطاني) على موقع قاعدة بيانات كرة القدم.إي يو (الإنجليزية)
- كيفن مور (لاعب كرة قدم بريطاني) على موقع Soccerbase.com (لاعب) (الإنجليزية)
- كيفن مور (لاعب كرة قدم بريطاني) على موقع عالم كرة القدم.نت (الإنجليزية)